# تپه داود مالگه
تپه داود مالگه در شهرستان خرم‌آباد بخش دوره چگنی، دهستان کشکان، ۳۰۰ متری شمال روستای گرمورت رمضان آباد واقع شده و این اثر در تاریخ ۲۲ اسفند ۱۳۸۵ با شمارهٔ ثبت ۱۸۱۵۰ به‌عنوان یکی از آثار ملی ایران به ثبت رسیده است.